# مردمان شادمان: یک سال در تایگا
مردمان شادمان: یک سال در تایگا (انگلیسی: Happy People: A Year in the Taiga) فیلمی مستند به کارگردانی ورنر هرتسوک است که در سال ۲۰۱۰ منتشر شد. از بازیگران آن می‌توان به ورنر هرتسوک اشاره کرد.